# NGC 4608
NGC 4608 é uma galáxia lenticular (SB0) localizada na direcção da constelação de Virgo. Possui uma declinação de +10° 09' 20" e uma ascensão recta de 12 horas, 41 minutos e 13,2 segundos.
A galáxia NGC 4608 foi descoberta em 15 de Março de 1784 por William Herschel.